# 4734 Rameau
4734 Rameau је астероид главног астероидног појаса чија средња удаљеност од Сунца износи 2,416 астрономских јединица (АЈ).
Апсолутна магнитуда астероида је 14,5.